# 玛丽亚·格罗兹德娃
玛丽亚·格罗兹德娃（1972年6月23日—），保加利亚女子射击运动员。曾参加1992年、1996年、2000年、2004年、2008年和2012年六届奥运，共收获两枚金牌和三枚铜牌。